# Tensobentenga (département)
Pour les articles homonymes, voir Tensobentenga.
Cet article concerne le département et la commune rurale. Pour le village chef-lieu, voir Tensobentenga (Tensobentenga).
Tensobentenga ou Tansobentenga est un département et une commune rurale de la province du Kouritenga, situé dans la région du Centre-Est au Burkina Faso,.

## Géographie

### Démographie
- En 2006, le département comptait 20 027 habitants[1].

## Administration

### Villages
Le département et la commune de Tensobentenga est administrativement composé de vingt-six villages, dont le village chef-lieu homonyme (données de population consolidées en 2012, issues du recensement général de 2006) :
- Bogodin (219 habitants)
- Dakonsin (828 habitants)
- Doubguin (574 habitants)
- Douré-Yarcé (862 habitants)
- Goguin (316 habitants)
- Gonsin (965 habitants)
- Kombestenga (1 109 habitants)
- Koulwoko (2 190 habitants)
- Nédoguin (375 habitants)
- Naikin (983 habitants)
- Naobin (282 habitants)
- Ouamzalin (423 habitants)
- Pistenga (188 habitants)
- Sétebtenga (236 habitants)
- Silgtéogo (890 habitants)
- Simpiguin (499 habitants)
- Soansa (664 habitants)
- Soumdi (761 habitants)
- Tampialin (620 habitants)
- Tensobentenga (1 627 habitants), chef-lieu
- Timtenga (815 habitants)
- Tougmétenga (1 366 habitants)
- Toutgoguin (947 habitants)
- Yabré (669 habitants)
- Zéologuin (1 345 habitants)
- Zomkomé (274 habitants)

## Culture et patrimoine